# Flip Phillips

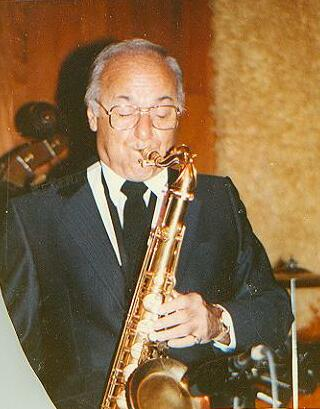
Flip Phillips

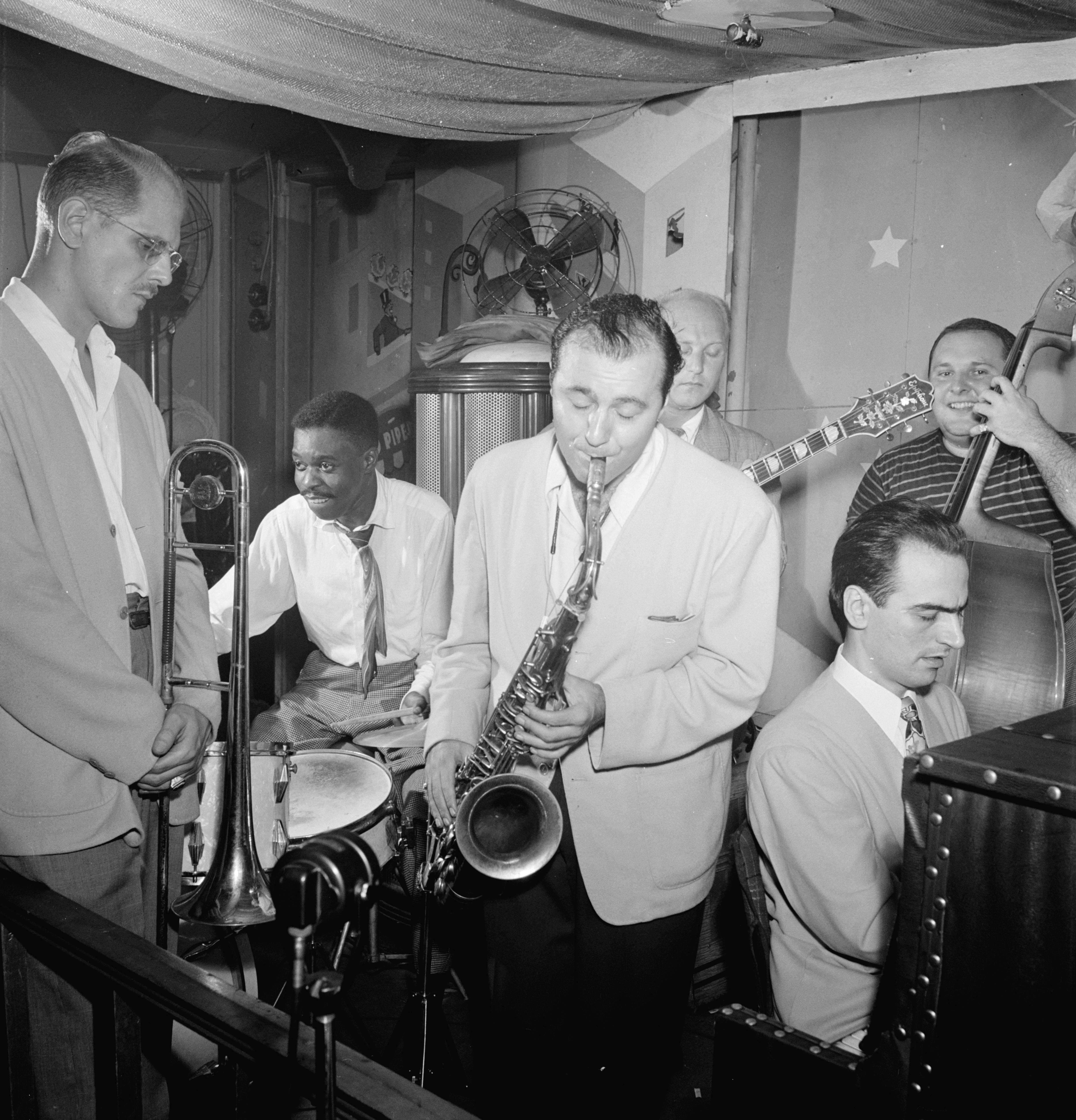
Bill Harris, Denzil Best, Flip Phillips, Billy Bauer, Lennie Tristano, Chubby Jackson, ca. september 1947.
Foto: William P. Gottlieb.

Joseph Edward 'Flip' Phillips (New York, 26 maart 1915 - Fort Lauderdale, 17 augustus 2001) was een Amerikaanse jazzsaxofonist (tenorsaxofoon) en -klarinettist.

## Biografie
Phillips speelde klarinet bij Frankie Newton (1940–1941) en saxofoon bij Larry Bennett (1942–1943). Van 1944 tot 1946 werkte hij in de First Herd van Woody Herman. Hij werd bekend door zijn jarenlange drumwerk in de Jazz at the Philharmonic-concerten van Norman Granz (1946 tot 1957). Hij werkte ook mee aan de Granz-muziekfilm Improvisation (1950). In 1959 toerde hij met Benny Goodman in Europa, daarna leidde hij een kwartet in Pompano Beach (Florida).
Philipps was een impulsieve tenorsaxofonist in het swing-tijdperk. Hij speelde als sideman mee op talloze albums, maar maakte ook opnames onder eigen naam. Met zijn Fliptet (met o.m. Neil Hefti) nam hij halverwege de jaren 40 78 toeren-platen op voor het label Signature. In de jaren vijftig verschenen van hem albums op Mercury Records en Clef Records. Zijn laatste plaat nam hij op toen hij al in de tachtig was.

## Discografie (selectie)
- Crazy ’Bout Flip (Ocium, 1947–49) met Howard McGhee, Kai Winding, Bennie Green, Billy Bauer, Ray Brown, Gene Ramey, Hank Jones, Shelly Manne, J. C. Heard, Max Roach, Jo Jones
- Flippin’ the Blues (Ocium, 1949–51) met Harry Sweets Edison, Bill Harris, Hank Jones, Lou Levy, Jimmy Woode, Buddy Rich
- Keep on Flippin’ (Ocium, 1952) met Al Porcino, Charlie Shavers, Jerome Richardson, Cecil Payne, Richard Wyands, Oscar Peterson, Freddie Green, Barney Kessel, Clyde Lombardi, Alvin Stoller
- John & Joe (Chiaroscuro 1977) met Kenny Davern, Dave McKenna, George Duvivier, Bobby Rosengarden
- Try a little Tenderness (Chiaroscuro, 1986) met Clark Terry, Buddy Tate, Al Cohn, Scott Hamilton, John Bunch, Major Holley, Chris Flory
- Swing Is the Thing! (Verve, 1999) met James Carter, Joe Lovano, Benny Green, Howard Alden, Christian McBride, Kenny Washington

## Compilatie
- The Complete Verve/Clef Charlie Ventura & Flip Phillips Studio Sessions (1947-57) - (Mosaic - 1998) - 8 lp's of 6 cd's